# Aire urbaine de Pont-à-Mousson
L'aire urbaine de Pont-à-Mousson est une aire urbaine française centrée sur la ville de Pont-à-Mousson.

## Composition selon la délimitation de 2010
| Nom                       | Code Insee | Statut | Superficie (km2) | Population (dernière pop. légale) | Densité (hab./km2) |
| ------------------------- | ---------- | ------ | ---------------- | --------------------------------- | ------------------ |
| Blénod-lès-Pont-à-Mousson | 54079      |        | 9,58             | 4 649 (2022)                      | 485                |
| Jezainville               | 54279      |        | 18,19            | 1 016 (2022)                      | 56                 |
| Maidières                 | 54332      |        | 1,81             | 1 495 (2022)                      | 826                |
| Mamey                     | 54340      |        | 7,56             | 335 (2022)                        | 44                 |
| Montauville               | 54375      |        | 16,19            | 1 089 (2022)                      | 67                 |
| Norroy-lès-Pont-à-Mousson | 54403      |        | 5,89             | 1 161 (2022)                      | 197                |
| Pont-à-Mousson            | 54431      |        | 21,6             | 14 383 (2022)                     | 666                |

### Évolution de la composition
- 1999 : 16 communes (dont 6 forment le pôle urbain)
- 2010 : 7 communes (dont 6 forment le pôle urbain)
  - Atton, Bouxières-sous-Froidmont, Champey-sur-Moselle, Fey-en-Haye, Morville-sur-Seille, Mousson, Vandières et Villers-sous-Prény deviennent des communes multipolarisées (-8)
  - Cheminot rattachée à l'aire urbaine de Metz (-1)

## Caractéristiques en 1999
D'après la définition qu'en donne l'INSEE, l'aire urbaine de Pont-à-Mousson est composée de 16 communes, situées en Meurthe-et-Moselle et en Moselle. Ses 28 340 habitants font d'elle la 211e aire urbaine de France.
6 communes de l'aire urbaine sont des pôles urbains.
Le tableau suivant détaille la répartition de l'aire urbaine sur le département (les pourcentages s'entendent en proportion du département) :
| Département        | Communes | Communes (%) | Superficie (km²) | Superficie (%) | Population (2012) | Population (%) |
| ------------------ | -------- | ------------ | ---------------- | -------------- | ----------------- | -------------- |
| Meurthe-et-Moselle | 15       | 2,5          | 142,97           | 2,7            | 27 656            | 3,8            |
| Moselle            | 1        | 0,2          | 11,5             | 0,001          | 684               | 0,001          |

L'aire urbaine de Pont-à-Mousson est rattachée à l'espace urbain Est.